# Финландска хокейна лига
Финландската хокейна лига се състои от четиринадесет отбора. Последните четири в СМ лигата отпадат в по ниската Метстис лига.

## Отбори
- Калпа Куопио
- ИФК Хелсинки
- Карпат Улу
- ХПК Хемелеенлина
- Луко Раума
- Еспоо Блус
- ХК Лахти Пеликанс
- Джокерит ХК
- Сайпа
- Тапарра
- Джип ХК
- ТПС Турку
- Асат Пори
- ИЛВ Тампере